# غرم (خصب)
غرم ( في الإنجليزية: GHURM ) منطقة سكنية تقع في ولاية خصب، التابعة لمحافظة مسندم في سلطنة عمان. وهي قرية بحرية في أقصى شمال ولاية خصب ( رؤوس الجبال )، وتبعد عنها قرابة ( 15 دقيقة ) في البحر، وتبعد عن بوابة مضيق هرمز قرابة ( 10 ميل بحري = 19 كيلومتر ). تقع على بحر الخليج العربي، وبجانبها جزيرة ام الغنم (خصب) يفصلهما ممر مائي هو خور قوي والطرف الآخر قرية قبة (خصب)  وتحتوي على ( 20 بيتا حديثا ) على شاطئها في شبه جزيرة مصغرة يفصلهما البحر ويوجد فيها وادي ويعتبر من أكبر الأودية بالمحافظة ويصلح لمحبي رياضة المشي والإستكشاف. تتميز قرية غرم بكثرة أشجار النخيل فيها عن باقي القرى البحرية القريبة منها، وكانت السفن "المحامل" يتزودون من مياه غرم العذبة قديما.

## الوصلات الخارجية
- المركز الوطني للإحصاء والمعلومات، سلطنة عمان